# Walther Wenck
Pour les articles homonymes, voir Armeegruppe Wenck et Wenck.
Walther Wenck, né à Wittemberg le 18 septembre 1900 et mort en Autriche le 1er mai 1982, est un général allemand, commandant le Armeegruppe Wenck.

## Biographie
Walther Wenck avait perdu ses deux frères lors de la première guerre mondiale, Helmuth, âgé de 19 ans le 27 mars 1915 en Russie et Hans Ulrich, également âgé de 19 ans le 9 avril 1918 en France. Avant de se joindre à la Reichswehr en 1920, il fut membre des Freikorps (Corps francs) en 1919.
De 1939 à 1942, Wenck était chef des opérations de la première division Panzer sous le commandement du Generalleutnant Walter Krüger.
Wenck est resté sur le front de l'Est et, de 1942 à 1943, il a été chef d'état-major du détachement de l'armée Karl-Adolf Hollidt.
À la fin de la Guerre, en avril 1945, il commanda la 12e armée allemande (Armeegruppe Wenck), à laquelle il ordonna de se rendre aux Américains afin de lui éviter d'être capturée par les Soviétiques. Les forces de Gueorgui Joukov encerclaient Berlin par le nord. Les forces du maréchal soviétique Ivan Koniev encerclaient Berlin par le sud. Wenck reçoit le 22 avril la visite de Wilhelm Keitel, qui lui apporte l'ordre de Hitler de lancer des offensives de dégagement afin de rompre l'encerclement de Berlin qui se précise. 
La zone contrôlée par la 12e armée de Wenck, à l'est de l'Elbe, était devenue un vaste camp de réfugiés, alors que les civils allemands fuyaient l'itinéraire emprunté par les troupes soviétiques. Wenck prit soin, non sans difficultés, de fournir nourriture et logis aux réfugiés. On estima, à une certaine période, que la 12e armée nourrissait 250 000 personnes chaque jour.
Wenck cessa les combats avec les Américains peu de temps avant la bataille de Berlin, avec l'ordre de secourir la ville. Son armée, formée récemment, se tourna subitement vers l'est et, dans la confusion générale, elle prit par surprise les Soviétiques qui encerclaient la capitale du Reich.  Hitler considéra la poussée de Wenck comme le dernier espoir de Berlin. Adolf Hitler exultait : « Wenck arrive ». Mais très vite l'apostrophe joyeuse se mua en questions « Où est Wenck ? ». 
Felix Steiner devait attaquer Joukov avec son détachement. Avec peu de chars opérationnels et à peu près l'équivalent d'une division d'infanterie, Steiner refusa d'attaquer. Au lieu de cela, il a demandé que son « armée » soit autorisée à battre en retraite pour éviter son propre encerclement et son anéantissement. Le 22 avril, alors que Steiner et le détachement se retiraient, la douzième armée de Wenck devint le dernier espoir d'Hitler de sauver Berlin. Les Américains à son ouest et, attaquant à l'est, de se connecter avec la Neuvième armée du général der Infanterie, Theodor Busse. Le groupe armée Wenck est utilisé par les principaux conseillers militaires de Hitler, Keitel et Alfred Jodl, pour tenter de remonter le moral de Hitler, déprimé depuis l'annonce de l'échec des attaques de Felix Steiner.
Les troupes de Wenck se dirigèrent vers Berlin avec un bon moral, mais furent stoppées hors de Potsdam par une forte résistance de l'Armée rouge.  Incapable d'atteindre Berlin, Wenck planifia de se déplacer vers la forêt de Halbe et de rejoindre le reste de la 9e armée et la garnison de Potsdam, tout en ouvrant une voie permettant aux habitants de Berlin de s'enfuir.  Ayant atteint le point le plus avancé de son attaque, il transmit le message radio, "Dépêchez-vous, nous vous attendons."  Malgré les attaques sur sa voie d'échappement, Wenck parvint à amener son armée, le reste de la 9e armée, ainsi que de nombreux réfugiés, en sûreté sur l'autre rive de l'Elbe occupée par l'armée américaine.
Lorsque le général Wenck décida de traverser l'Elbe à son tour, son embarcation subit les tirs des troupes soviétiques, deux de ses officiers furent blessés dont l'un mortellement. Les estimations varient, mais l'on estime que le corridor ouvert par ses troupes a permis à 250 000 réfugiés, incluant 25 000 hommes de la 9e armée, d'échapper à l'avancée de l'Armée rouge vers l'ouest. Wenck a été capturé par la neuvième armée  sous le général William Hood Simpson.
Il revint de captivité à la Noël 1947 et travailla à des fonctions commerciales à partir de septembre 1948 dans une entreprise de tuyauterie à Bochum-Dahlhausen. Peu de temps après, il fut appelé à la maison mère et fut nommé à la direction en 1954, avant de se voir confier la tête de l'entreprise un an plus tard. Il s'est vu proposer de prendre la tête de la nouvelle Bundeswehr à cette époque en 1955, mais  certaines de ses exigences (comme le changement du titre d'inspecteur général en commandant en chef de l'armée) firent que cette proposition n'aboutit pas. À partir de 1960, il devint directeur général de la société Diehl, à Nuremberg, spécialisée dans l'armement et la défense. Il prit sa retraite en 1966.
Walther Wenck est décédé en 1982 des suites d'un accident de voiture : il s'est écrasé contre un arbre lors d'un déplacement en Autriche. Il repose au cimetière local de Bad Rothenfelde.

## Décorations et hommages
Le groupe Sabaton rend hommage à Wenck dans la chanson Hearts of Iron de l'album Heroes.

## Sources
- (en) Cet article est partiellement ou en totalité issu de l’article de Wikipédia en anglais intitulé « Walther Wenck » (voir la liste des auteurs).

- (de) Cet article est partiellement ou en totalité issu de l’article de Wikipédia en allemand intitulé « Walther Wenck » (voir la liste des auteurs).